# سوله
سوله (به انگلیسی:industrial shed) به معنی سازه های فلزی با سقف شیب دار است. 
در ایران، قابهای اصلی مقاوم در برابر بارهای جانبی (MWFRS) که با سیستم سازه ای قاب خمشی فولادی طراحی می‌شوند را سوله مینامند. این سازه ها معمولا برای پوشش فضاهایی با دهانه آزاد بزرگ و بام سبک و شیبدار و با استفاده از اعضای تیر-ستون فولادی I شکل ساخته می‌شود. 
از این نوع سازه در ساخت کارخانه‌ها، اسکلت ساختمان، انبارها، مرغداری‌ها، آشیانه‌های هواپیما، تعمیرگاه‌ها، فروشگاه‌ها و سالن‌های ورزشی که با قاب‌هایی با دهانه بزرگ نیاز است استفاده می‌شود. به دلیل بزرگ بودن ابعاد تیرها و ستون‌ها باید از تیرورق در پروفیل‌های سوله استفاده کرد.

## خصوصیات سوله
سوله سازی به دلیل کاربرد عمدتاً صنعتی از نظر طراحی با سایر سازه‌ها متفاوت است؛ خصوصاً آنکه قاب‌ها در این نوع سازه‌ها کاملاً متفاوت بوده و دارای شیب می‌باشند و دهانه‌ها نیز نسبت به سایر سازه‌ها بزرگتر است. به دلیل بزرگ بودن ابعاد تیرها و ستون‌ها، جهت اجرای این سازه نمی‌توان از پروفیل‌های موجود در بازار استفاده نمود و باید اقدام به ساخت آن‌ها کرد که اصطلاحاً به آن تیر ورق می‌گویند.

## انواع سوله
سوله همانند دیگر سازه های فلزی دارای انواع مختلفی است که با توجه به نوع کاربری به موارد زیر طبقه بندی می‌شود:
سوله تک دهانه به صورت ۸
سوله دو یا چند دهنه با ستون مشترک به صورت ۸۸ یا ۸۸۸یا ۸۸۸۸
سوله دو دهانه به صورت ۸۸
سوله قوسی
سوله چند ضلعی

## طراحی سوله
امر طراحی سوله کاریست تخصصی و بسیار دقیق، فاکتورهای مهمی در طراحی دخیل هستند که بی‌توجهی به آن‌ها می‌تواند هم هزینه گزافی را به سازنده تحمیل کند که صرفه اقتصادی را زیر سؤال می‌برد و هم ممکن است نتیجه معکوس داده و استحکام و پایداری سازه را تضعیف نماید و موجب ایجاد حوادث جبران ناپذیر گردد. برای طراحی یک سوله اطلاعات زیر مطلوب است:
- بارگذاری برای بار مرده، بار برف و بار نامتقارن
- بارگذاری جانبی سوله شامل بار باد و زلزله
- بارگذاری جرثقیل برای سوله، سؤال: آیا جرثقیل در طراحی سوله در نظر گرفته شود یا خیر؟ (بله:محاسبه بار دینامیکی جرثقیل)
- ضریب منطقه‌ای، رفتار و اهمیت برای سوله
- ارتفاع جانبی سوله و ارتفاع دیوار
- دهانه و طول سوله
- تعداد قاب‌های طولی سوله
- درز انقطاع
- محاسبه ضریب طول مؤثر
- درصد شیب سقف سوله
- پوشش مورد نظر سقف سوله (ساندویچ پنل یا ورق گالوانیزه وتوری مرغی)
- تنش مجاز خاک منطقه موردنظر و نوع زمین ساختگاه
- نحوه کنترل جابجایی
- طراحی اتصالات و بیس پلیت برای سوله
- طراحی تیر حمال جرثقیل
- طراحی پرلین‌ها به کمک نرم‌افزار
- طراحی میل مهار(sag rod)
- ارائه طرحی با حداقل دورریز ورق
- ارائه دفترچه محاسبات کامل سوله

کنترل کفایت اعضاء در برابر نیروهای موضعی و تعبیه سخت‌کننده در صورت نیاز راهنمایی جهت انتخاب صحیح مقاطع غیر منشوری با توجه کاربری سوله ساختمان سوله شامل ستون، رفتر، پرلین، استرات، وال پست، بادبند، سگراد، سینه بند، پیچ و مهره و سایبان می‌باشد.

### بارگذاری سوله
ترکیبات بارگذاری دخیل در طراحی سوله (در سوله پرداز) به شرح زیر هستند:
- بار مرده سوله
- بار برف سوله
- بار باد سوله
- بار زلزله سوله
- بارهای خاص در سوله
- بارهای جرثقیل در سوله

#### سوله‌های سنگین طراحی شده یا ساخته شده
گاهی سازندگان علاقه‌مند هستند به دلایلی همچون کاهش دور ریز ورق، سود بیشتر یا احساس نا امنی از سوله‌هایی که می‌خواهند بسازند مقاطع را نسبت به طرح ارائه شده قوی تر بسازند. مثلاً ارتفاع جان درپای ستون و تعداد بولتها را افزایش می‌دهند ویا عرض بال‌ها را زیاد تر می‌کنند یا طول ماهیچه تیر را زیادتر می‌گیرند.
در این میان اگرچه کل طرح قوی تر شده اما باید به نکاتی هم توجه کرد
با توجه به اینکه میزان جذب نیرو در قاب خمشی بر اساس ماتریس سختی بوده و ممکن است با قوی تر شدن یک قسمت، نیروی بیشتری هم جذب شود، لازم است بر این اساس کنترل‌هایی صورت گیرد تا افزایش نیروی داخلی عضو نسبت به نیروی دیده شده در طراحی خطرساز نباشد. مثلاً جذب لنگر بیشتر در انتهای تیر، نیازمند پیچ‌های بزرگتری دراتصال تیر به ستون می‌تواند باشد. با جوش دادن و تقویت بیش از حد پای ستون با استیفنر های متعدد می‌توان باعث جذب لنگر در یک اتصالی که مفصلی فرض شده گردید و موجب گسیختگی در پای ستون یا ورق کف ستون یا بولتها یا واژگونی فونداسیون شد.

#### پیش‌بینی سوله برای آینده
اصولاً تجربه نشان داده‌است اضافه شدن یک سوله (دوقلو یا بچه سوله و…) به سوله موجود یا در حال طرح معمولاً نه تنها باری به آن اضافه نمی‌کند بلکه با توجه به مهار آن و ایجاد لنگرهای برعکس در ستون آن هم از نظر تنش و هم از نظر جابجایی وضعیت آن را بهتر می‌کند. اما در مورد سوله‌هایی که قرار است به صورت دوقلو یا چند قلو یا با یک بچه سوله طراحی شوند، اما فعلاً کارفرما قصد دارد که یکی از آن‌ها را بسازد و بعدها در صورت تأمین مالی بخش دیگر را بسازد، قضیه فرق می‌کند و از آنجا که در چند سالی که این سوله به صورت تنها استفاده می‌شود، چنانچه مورد فشار بار باد ماکزیمم یا برف که برای آن طرح شده قرار گیرد، ممکن است عملکرد دیده شده در طرح را نداشته و تخریب گردد.
در این موارد اولاً بایستی سوله‌ای که فقط قرار است ساخته شود را نیز جداگانه مدل نمود و آن را مورد بررسی و ارزیابی قرار دارد. چنانچه تنش‌های این سوله به تنهایی بیشتر از حد مجاز است لازم است آن را تقویت نمود، اما اگر صرفاً در حالت تنها جابجایی آن قدری از حد مجاز فراتر رود به نظر می‌رسد می‌توان تا حدودی خاص که باید به تأیید دستگاه‌های زیربط برسد و این میزان بستگی به تعهد کارفرما در مورد ساخت قسمت نهایی سوله در مدت زمان محدود دارد می‌توان این جابجایی را نادیده گرفت.

#### تحلیل دو بعدی یا سه بعدی.
تحلیل سوله به صورت سه بعدی پیچیده می‌شود و به مهار بندهای سقف بستگی پیدا می‌کند و حتی اعضای فشاری هم نیرو می‌گیرند.
برای کنترل جابجایی سوله و استفاده از ظرفیت به هم پیوستگی قاب‌ها نیاز به مدل سه بعدی هست.
در مدل سه بعدی از نصف بودن چشمه باربر قاب‌های اول و آخر نسبت به سایر قاب‌ها و وجود ستون‌های باد و تیر نعل درگاه و کلاف و حتی دیوار و گاهی کوچکتر بودن فاصله دو قاب اول و دوم برای کاهش جابجایی می‌توان استفاده کرد.
می‌توان از بادبند در قاب‌های ابتدا و انتها برای مهار بیشتر آن‌ها استفاده نمود.
باید فونداسیون‌های این دو قاب برای نیروهای بیشتر باد طراحی شوند.
با توجه به کاهش جابجایی سوله و کاهش اثر −p ممکن است تنش‌های سوله از حالت دوبعدی کمتر گردند. اما با توجه به اینکه ممکن است تحلیل خیلی دقیق نباشد یا در عمل خوب کار نکنند بهتر است برای کاهش تنش‌ها از این روش استفاده نگردد. بلکه صرفاً به خاطر جابجایی از این روش استفاده گردد که خطر خاصی ایجاد نشود.
بهتر است در حالت استفاده از تحلیل سه بعدی برای کنترل جابجایی سوله در قاب دو بعدی جابجایی سوله به عددی مانند دو برابر جابجایی مجاز سوله محدود گردد تا از عملکرد سوله اطمینان حاصل شود.
در حالت تحلیل دو بعدی تنش‌های خارج صفحه مانند پیچش ناشی از نیروی طولی جرثقیل یا خمش‌های حول محور ضعیف تیر و ستون‌ها دیده نمی‌شود.
در هر حال تحلیل سه بعدی واقعی تر است و در واقع علاوه بر باد بندهای سقف به دلیل اتصال Zها به یکدیگر و پوشش سقف توسط ورق موجدار، اصولاً قاب‌های سوله به هم مرتبط هستند و با هم کار می‌کنند.

#### ترکیبات بار
برخی افراد قبل از بارگذاری سوله مقایسه‌ای بین برش پایه ناشی از زلزله و باد می‌کنند و فقط نیرویی که برش پایه بیشتری دارد را به سازه اعمال می‌کنند. (معمولاً بار باد) در حالی که اصولاً این دو تفاوت‌های زیادی هم دارند، از جمله:
الف - بار زلزله صرفاً به مراکز جرم به صورت نقطه‌ای وارد می‌شود و به هر کجا که جرم وجود دارد. اما بار باد به هر کجا که پوششی وجود دارد اعمال می‌شود و توزیع آن به شکل خطی است.
ب - اصولاً توزیع بار زلزله در سوله‌های متقارن، در دو طرف مشابه است. مثلاً در تیرها و ستون‌های دو طرف اما در مورد بار باد در یک طرف، فشار و در یک طرف مکش داریم و در ستون سقف شیبدار مکش‌هایی هم به سمت بالا داریم که عکس‌العمل‌های ویژه‌ای را در اعضای قاب و تکیه گاه‌ها حاصل می‌کند.
ج - در ترکیبات بارگذاری ترکیبی مانند 0.5WL +DL+SL داریم که در مقایسه با ترکیب بار EQ +DL+SL (که بار زلزله بدون ضریب است) قابل مقایسه نیستند.
اما در مورد ترکیب بار EQ +DL+SL به نظر می‌رسد قدری دست بالا باشد. چطور است که آیین‌نامه همزمانی بار برف ۵۰ ساله و باد ۵۰ساله را ناچیز دانسته ولی همزمانی بار برف و زلزله را محتمل می‌داند. در حالی که باد خیلی محتمل تر از زلزله است: آیین‌نامه بارگذاری ایران سال ۸۵ ص۸۳ –بند ۶-۸-۱
(EیاW) +D
(E یا W) 0.5S)+یا+(Lr L+D
(E یا W0.5) S)+یا+(Lr L+D
آیین‌نامه فولاد ایران ویرایش جدید:
[(E یا W (L+D]0.75
(E یا W (D]0.75
جالب است که در اینجا ضریب ۰٫۵ برای همزمانی بار باد و برف هم منظور شده‌است و ثانیاً ضریب  به عنوان بار باد منظور گشته در صورتی که این ضریب در ترکیبات بار وارد شود مسائل جالبی به وجود می‌آید. از جمله اینکه مکش‌های وارد بر سقف به صورت فشار درآمده و هم جهت با بار برف و بار مرده می‌شوند و مکش ناشی از بار باد (با ضریب شکل مربوط به خودش) به صورت فشار درآمده و فشار وارد بر سازه به شکل مکش در می‌آید. البته در ویرایش قبلی آیین‌نامه فولاد این اشتباهات وجود نداشته‌است.

#### اثرات تغییرات LTB وK تیر و ستون بر تنش مجاز آنها
اصولاً هم تیر و هم ستون در سوله از جنس تیر ستون هستند و در هر دوی آن‌ها عموماً ویژگی تیر غالب است تا ستون به دلیل سبک بودن بارها، عمده تنش ایجاد شده در اعضا به شکل خمشی است نه فشاری. مگر در مواردی که ستون دارای جرثقیل سنگینی باشد که درصدی از تنش هم ناشی از نیروی محوری خواهد شد؛ لذا اصولاً بحث بیش از حد دربارهٔ K خیلی در سوله‌ها مصداق پیدا نمی‌کند و اصولاً عددی بین ۱٫۳ تا ۲ را می‌توان به عنوان K ستون به کار برد و تأثیر چندانی بر ابعاد سازه نخواهد گذاشت. اما در مورد گزینه LTB نرم‌افزار از این عدد در دو جا استفاده می‌کند. اولاً عدد LTB کوچکتر از ۱ به این معنی است که طول مهار نشده ستون کاهش داده می‌شود. مثلاً اگر LTB ستون ۰٫۵ تعریف شود و K آن ۱٫۳:

#### ضریب لاغری سوله
یعنی بر شکل کمانش عضو و معادله کمانش آن تأثیر می‌گذارد و از آنجا بر تنش مجاز فشاری. تا این‌جای قضیه چندان دور از واقعیت نیست، اما LTB به عنوان فاصله مهارهای جانبی بال فشاری هم برای برنامه شناخته می‌شود و از آنجا ممکن است در تعیین تنش مجاز خمشی تأثیر فراوانی داشته باشد. در حالی که در بسیاری حالات قوطی به کار رفته در دل ستون یا در وسط جان اجرا می‌شود یا چسبیده به بال کششی و استفاده از آن به عنوان مهار جانبی بال فشاری در محاسبات صحیح نیست. البته راه حل ساده پیشنهاد شده در این رابط جوش دادن یک ورق تقویت جان بین بال فشاری و قوطی مهاربند می‌باشد.

#### فونداسیون‌های گیردار
باید کف ستون‌ها تحت همه حالات بار طراحی شوند (و بولتها) چون ممکن است در یک حالت e بزرگ باشد ولی نیروها کم باشند و در حالتی دیگر e متوسط باشد ولی کشش یا فشار در ستون زیاد باشد.
همچنین در صورتی که بخواهیم از فونداسیون منفرد استفاده کنیم، ناپایدار است. چرا که نهایت e که می‌تواند از بزرگتر باشد تا قسمتی از پی تحت کشش بیفتد است و از آن به بعد پی ناپایدار می‌شود و همان‌طور که می‌دانیم همیشه در حالت گیردار e بزرگتر از است. چون معمولاً لنگر زیادی در پای ستون وجود دارد و نیروی محوری کمی بنابراین e= همیشه عدد بزرگی است.
ضمناً در صورت استفاده از فونداسیون نواری روی پیچش شناژ های رابط طولی نمی‌توان حساب کرد چون بار باد همزمان به همه قاب‌ها وارد می‌شود (همین‌طور سایر بارها) و چنانچه دهانه سوله بزرگ باشد فونداسیون‌های نواری عرضی هم شاید خیلی کارساز نباشد. چون اولاً باید آن‌ها را طراحی نمود (آرماتور و بلند شدگی آن‌ها را) و ثانیاً تغییر شکل آن‌ها باید بررسی شود که از حد مجاز بیشتر نباشد. ضمناً همان تغییر شکل (چرخش فونداسیون) هر چقدر هم که ناچیز باشد، باید اثر آن را بر روی جابجایی کنیم سوله بررسی کرد. ضمناً معمولاً وصل کردن فونداسیون به صورت نواری بسیار پرهزینه است.

##### گیرداری فونداسیون
۱. اصولاً هیچ طراحی برای فونداسیون صرفاً مفصلی و گیردار نیست.
۲. چگونگی اعمال گیرداری نسبی در فایل و طراحی اجرایی آن نیاز به تحقیق دارد مثلاً نمی‌توان گفت چه اتصالی ۲۵٪گیرداری دارد. اما در کل می‌توان گفت هر اتصالی حداقل ۱۰٪ گیرداری را دارد که از ظرفیت آن می‌توان برای کنترل جابجایی سوله استفاده کرد. اما باید بولت‌ها و فونداسیون را هم بر آن اساس طراحی نمود.
۳. گاهی گیرداری نسبی در مورد باری مثل برف تعریف می‌شود ولی در مورد باری مثل باد نسبت‌های به دست آمده بین لنگر جذب شده در حالت گیردار و نیمه گیردار متفاوت است.

#### اثر دیوارهای جانبی سوله
۱. در واقعیت دیوارها مهارکننده جانبی ستون‌های سوله و نگهدارنده سوله در مقابل باد هستند. هرچند در تئوری ما فرض می‌کنیم که بار باد از دیوار به سوله منتقل می‌شود. اما در واقع دیوار خود به تنهایی بار باد را تحمل می‌کند و آن را به زمین منتقل می‌کند و اصولاً وجود دیوار در اطراف سوله به کاهش جابجایی آن کمک می‌کند.
۲. از آنجا که با افزایش ارتفاع دیوار از ۵–۶ متر هم سقوط آجر و مصالح در هنگام زلزله و تخریب دیوار به پایین وجود دارد و هم وزن سازه افزایش یافته و باعث می‌شود سوله سنگین تر گردد به نظر می‌رسد بهتر است از کاربرد آجر و دیوار در ارتفاع بیشتر خودداری شود و به جای آن از مصالح سبک و پوشش‌های نوین استفاده نمود.

#### لزوم کاربرد شناژ های رابط در عرض سوله
اگرچه مورد خاصی در مورد اتصال عرضی فونداسیون‌های منفرد سوله درعرض در آیین‌نامه‌ها ذکر نشده اما به برخی از محاسن که در ذیل می‌آید مهندسان را ترغیب می‌کند که به صورت دو در میان یا سه در میان از این کمربندها استفاده کنند:
الف- این کلاف‌ها به عنوان مهاری مطمئن برای آرماتور و قالب بسته شده قبل از بتن ریزی لحاظ می‌شوند و از تکان خوردن بیش از حد آرماتورها جلوگیری می‌کنند.
ب- در هنگام زلزله باعث حفظ انسجام سیستم پی و سوله و جلوگیری از رانش یکی از فونداسیون‌های به تنهایی می‌گردند.
ج- با توجه به وجود درصدی از گیرداری در پای ستون و تغییرشکلی که ممکن است در اثر آن در پی حاصل شود، این شناژ ها این تغییرشکل و چرخش را محدود می‌کنند.

#### کنترل کمانش‌های موضعی
1. طبق آیین‌نامه فولاد ایران و سایر مراجع بین‌المللی لازم است علاوه بر کنترل تنش در اعضای سازه‌ای فولادی که از تیر ورق ساخته می‌شوند. نسبت‌های عرض به ضخامت نیز برای بال و جان اعضا از حدود مشخصی تجاوز نکند تا از کمانش موضعی جلوگیری گردد.[۲]
2. به نظر می‌رسد با کاهش تنش موجود به مجاز اعضا می‌توان این حالت را نادیده گرفت که جای بحث دارد. البته این موضوع در آیین‌نامه فولاد ایران آمده‌است. می‌توان با یک مثال قدری در این مورد توضیح داد:

فرض کنیم نسبت تنش در یک ستون با ابعاد جان۰٫۶×۹۰ و ابعاد بال ۱×۲۰ کمتر از یک شده‌است. اما به دلایلی طراح یا سازنده مایل است از عرض بال ۲۵ به جای ۲۰ استفاده کند؛ که به نظر می‌رسد با وجودی که از نظر کمانش موضعی محدودیت وجود دارد. اما چون از ورق قوی تری استفاده شده و در کل تنش موجود به مجاز در آن عضو کمتر می‌شود، مانعی نداشته باشد. اما اگر از ابتدا طراح نسبت تنش کوچکتر از ۱ را با مقطع دارای بال ۱×۲۵ به دست آورد، این طراحی اشتباه است.
۳. در ویرایش جدید آیین‌نامه فولاد ایران (مبحث دهم- جدول ۱۰-۱-۲-۱ ص۲۵) حداکثر نسبت پهنای آزاد به ضخامت برای جان ≤ قطعات به صورت ذکر شده که ضخامت‌های زیادی را برای جان قطعات نتیجه می‌دهد و به نظر می‌رسد اشتباه چاپی باشد. چرا که این محدودیت که به عنوان مرز مقاطع غیر فشرده و مقاطع با اجزای لاغر معرفی شده در خود این کتاب در چند جای دیگر نقض شده و به صورت ذکر گردیده‌است.
همچنین در ویرایش قبلی مبحث ۱۰ از رابطه استفاده شده‌است.
مجاورت ستون‌های باد با قوطی‌های سقف:
1. هدف انتقال بار باد به زمین است .(به کمک رفتار خرپایی)
2. چشمه باربر قاب اول و آخر نصف سایر قاب هاست.

#### جرثقیل
1. بایستی نوع پل جرثقیل (تک پل یا دو پل) در ابتدا مشخص گردد. چون این گزینه به سه عامل مربوط می‌شود: یکی فاصله چرخ‌های راهبر پل، دوم وزن پل و سوم محل حرکت ارابه که در حالت تک پل زیر پل و در حالت دو پل روی آن‌ها می‌باشد.
2. لازم است پل بر اساس تنش مجاز، اثر خستگی، خیز (و پیش خیز لازم) و کمانش موضعی طرح شود.
3. برای طراحی کامل و دقیق یک سوله که دارای جرثقیل است، بایستی وزن پلها، وزن ارابه، فاصله چرخهای ارابه و راهبر پل معلوم باشد و بایستی این اعداد در نقشه‌ها ذکر شود تا از مسائل و خطرات بالقوه آتی جلوگیری گردد. مثلاً اگر سازنده وزن پل بیشتری را ارائه کند یا فاصله چرخ‌های راهبر را کمتر کند، خطرناک خواهد بود.
4. بهتر است خیز پل و حماله براساس رابط کنترل شود یا باید توجه نمود که نوع نشیمن جرثقیل نیز خیلی مهم است. اگرچه استفاده از نشیمن کربل که به ستون جوش داده می‌شود اصولاً مطلوب تر است (چون عضو بالای آن ضعیف نمی‌شود) اما در مواردی که نیروی زیادی به نشیمن جرثقیل وارد می‌شود بهتر است؛ از ستون‌های لبه دار استفاده کرد تا خطر شکستگی کربل یا جوش آن به ستون برطرف گردد.

#### تغییر ابعاد فایل و تنش اعضا در ورژن‌های مختلف برنامه
یکی از دلایل تغییرات تنش اعضا در انتقال فایل SAP از ورژنی به ورژن دیگر تغییر فاصله نقاط خروجی یا نقاط check تنش است. (output stations) که در ورژن‌های پایینتر از ۹ فقط توسط کاربر نسبت داده می‌شد، اما در ورژن‌های جدید علاوه بر نقاط قبلی در نقاط تغییر شیب مقاطع و اتصال اعضای دیگر به یک عضو و ورود بارهای متمرکز نیز به صورت پیش فرض برنامه کنترل تنش را انجام می‌دهد که ممکن است در همان نقطه عضو ضعیف باشد.
در برخی از نسخه‌های SAP برنامه به‌طور اتوماتیک در مورد اعضایی که ترکیبات بار برای آن‌ها شامل باد یا زلزله می‌شود تنش‌های مجاز را ۳۳٪ افزایش می‌دهد، اما برخی از نسخه این کار را نمی‌کنند و در کل نسبت تنش بیشتری را نشان می‌دهند.

## اجزای سوله
سوله‌ها دارای اجزای مشخص و تعریف شده‌ای هستند، هر قسمت از سوله توسط مهندسین محاسب جزء به جزء محاسبه و طراحی می‌گردد. بخشی از مشخصترین اجزاء سوله به شرح زیر می‌باشد:
1. قاب خمشی با تکیه گاه ساده یا گیردار شامل ستون‌ها خرپاها یا رفتر
2. مهارهای طولی که عموماً به صورت قوطی با لوله هستند.
3. مهارهای عرضی که باد بندهای سقف جزی از آنهاست.
4. میل مهارها
5. زد یا لاپه که در اندازه‌های ۶ و ۷ متر در بازار موجود است.
6. باد بندها به صورت میلگرد پیش تنیده یا پروفیل مورد استفاده قرار می‌گیرد
7. نبشی سینه بندFlange stay
8. براکت‌ها که وظیفه انتقال بار جرثقیل به ستون را دارد
9. پوشش سقف(ورق، عایق، پانل ساندویچی سقف)

## نصب سوله
معمولاً اتصال اغلب قسمت‌های یک سوله به وسیلهٔ پیچ و مهره و در مواردی نیز از طریق جوش انجام می‌گیرد. به دلیل اینکه تمامی قطعات سوله در کارخانه ساخت بالا ساخته می‌شوند و بیشتر اتصالات از نوع فلنجی بود معمولاً عملیات نصب در چند روز خاتمه می‌یابد و این امر باعث صرفه جویی فراوان در وقت و هزینه تمام شده می‌گردد.

## ساخت سوله‌های جدید با ubm , kspan
امروزه با توسعه یافتن علم و تکنولوژی دیگر روش‌های سنتی و قدیمی پاسخگوی نیازهای کنونی نمی‌باشند زیرا رقابت در دو زمینه قیمت و سرعت ساخت از بسیار زیاد شده و از اهمیت ویژه‌ای بر خوردارند، به همین دلیل هم‌اکنون روش‌های ساخت سوله نیز تغییر کرده و از دستگاه‌هایی نظیر UBM و KSPAN (یو بی ام و کی اس پن) استفاده می‌شود که سرعت ساخت را تا حداقل ۵ برابر افزایش می‌دهند و قیمت تمام شده سازه را به میزان حداقل ۵۰ درصد کاهش می‌دهند.
سازه‌ها به صورت ضد زلزله بوده چون بسیار سبک می‌باشند و در مقابل سرعت باد تا بیش از ۱۲۰ کیلومتر بر ساعت مقاوم هستند؛ همچنین به دلیل داشتن شیارهای متعدد بر روی سطح خود جریان هوا به عنوان یک پوشش عایق در آن‌ها عمل می‌کند. البته در مناطق بسیار سرد نظیر سیبری یا مناطق بسیار گرم می‌توان از پوشش‌های پلی اورتان برای عایق بندی بیشتر استفاده نمود.
این سازه‌ها بر روی یک فونداسیون سبک قابل اجرا هستند همچنین نیازی به جوشکاری ندارند.

## نحوه ساخت سوله با این روش (kspan , ubm)
دستگاه‌های ubm , kspan در اصل یک نوع  شکل دهنده ورق می‌باشد، برای ساخت سوله ابتدا ورق وارد دستگاه می‌شود سپس طی فرایندی از بین یکسری غلتک عبور می‌کند که این امر سبب می‌گردد تا به ورق شکل و قوس دلخواه داده شود. جهت ساخت سوله با دهانه‌های مختلف این تنظیمات قابل تغییر می‌باشند.
سپس ورق های شکل داده شده توسط یک ماشین کوچک به نام سیمر (seamer) درهم دوخته می‌شوند تا دیگر نیازی به جوشکاری نباشد و همچنین قدرت و استحکام سازه را به میزان زیادی افزایش می‌دهد.